# İsmet Akpınar
İsmet Akpınar (* 22. Mai 1995 in Hamburg) ist ein deutsch-türkischer Basketballspieler.
Akpınar debütierte bereits mit 16 Jahren in der dritthöchsten deutschen Spielklasse ProB bei den Herren und wechselte 2013 zum Erstligisten Alba Berlin. 2014 gewann der deutsche Jugend-Nationalspieler mit der Berliner Herrenmannschaft die Vizemeisterschaft sowie mit den Junioren in der Nachwuchs-Basketball-Bundesliga (NBBL) die deutsche Meisterschaft und wurde dort als Spieler des Jahres („Most Valuable Player (MVP)“) ausgezeichnet.

## Karriere
Akpınar begann seine Laufbahn in der Jugendabteilung des BC Hamburg. Zeitweise spielte er auch in der Jugend des SC Rist Wedel. In der ProB-Saison 2011/12 wurde Akpınar in Wedel mit 16 Jahren von Trainer Özhan Gürel bereits regelmäßig in der Herrenmannschaft eingesetzt und kam dort einschließlich der folgenden Spielzeit auf durchschnittlich knapp 20 Minuten Einsatzzeit pro Spiel. In der NBBL spielte Akpınar für die Hamburger Kooperationsmannschaft Piraten und wurde 2012 als Rookie des Jahres in der NBBL ausgezeichnet, nachdem er ein Jahr zuvor bereits die Auszeichnung als bester Spieler der Jugend-Basketball-Bundesliga (JBBL) erhalten hatte. Beim Heimsieg der Piraten Hamburg im Februar 2013 gegen die Metropol Baskets Ruhr stellte Akpınar mit 49 erzielten Punkten in einem Spiel einen neuen Punkterekord für die NBBL auf.
Zur Saison 2013/14 wurde Akpınar vom Erstligisten Alba Berlin verpflichtet. Neben der Juniorenmannschaft in der NBBL kam Akpınar hier zunächst hauptsächlich in der Reservemannschaft in der Regionalliga zum Einsatz. Mit den Junioren von Alba zog Akpınar erstmals seit vier Jahren in das NBBL-Top-Four ein, wo die Alba-Junioren ihren zweiten NBBL-Meistertitel nach 2009 gewannen. Nachdem Akpınar bereits die Auszeichnung als bester Spieler der Saison erhalten hatte, wurde er nach der errungenen Meisterschaft zum erstmals vergebenen MVP des Finalturniers gekürt. In der Erstligamannschaft von Alba hatte Akpınar nur fünf Kurzeinsätze in der Bundesliga-Spielzeit 2013/14 sowie einen Einsatz in den Play-offs um die Meisterschaft, als Alba letztendlich die Finalserie um die Meisterschaft gegen den Hauptrundenersten FC Bayern München verlor und Vizemeister bei den Herren wurde.
Er erhielt in den Folgejahren in Berlin größere Spielanteile, die besten statistischen Werte seiner Alba-Zeit erreichte er im Spieljahr 2016/17, als er in 36 Bundesligapartien im Durchschnitt rund vierzehneinhalb Minuten auf dem Feld stand und 4,4 Punkte je Begegnung erzielte. Im Mai 2017 wurde ihm die Auszeichnung „Bester deutscher Nachwuchsspieler U22“ der Bundesliga zuteil. Zur Saison 2017/18 wechselte Akpınar von Berlin zum Bundesliga-Konkurrenten Ratiopharm Ulm. Nachdem er in seinem ersten Ulmer Jahr gute Mittelwerte von 8,9 Punkten und 2,1 Korbvorlagen erreicht hatte, wusste er diese Zahlen im Spieljahr 2018/19 auf 9,7 beziehungsweise 3,1 zu steigern. Ein Ulmer Angebot zur Vertragsverlängerung lehnte der Aufbauspieler ab, er verließ die Mannschaft in der Sommerpause 2019.
Im Sommer 2019 verließ er die Bundesliga und schloss sich dem türkischen Erstligisten Beşiktaş Istanbul, mit dem er auch am Spielbetrieb der Champions League teilnahm. Nach dem Abbruch des Spieljahres in der türkischen Liga wegen der COVID-19-Pandemie nahm ihn Ende Mai 2020 der FC Bayern München für das Saisonschlussturnier der Bundesliga unter Vertrag.
Im Juli 2020 wurde sein Wechsel zum türkischen Verein Bahçeşehir Basketbol vermeldet. In 27 Ligaspielen während der Saison 2020/21 kam er auf Mittelwerte von 10,4 Punkten und 2,5 Korbvorlagen. In der Sommerpause 2021 nahm er ein Angebot von Fenerbahçe Istanbul an. Mit der Mannschaft wurde er 2022 türkischer Meister. Akpınar trug zu diesem Erfolg in 34 Saisoneinsätzen im Schnitt 6 Punkte je Begegnung bei. Seinen Saisonhöchstwert erreichte er letzten Halbfinalspiel gegen Darüşşafaka SK Istanbul, als ihm 21 Punkte gelangen.
Im Sommer 2023 wechselte er zu Galatasaray Istanbul. In 29 Ligaspielen während der Saison 2023/24 kam Akpınar für Galatasaray auf einen Mittelwert von 7,2 Punkten. Im Juni 2024 gab Türk Telekomspor seine Verpflichtung bekannt. Für den Verein aus der Hauptstadt Ankara stand er in 35 Ligaspielen auf dem Feld und erreichte im Durchschnitt 7,8 Punkte je Begegnung.
Akpınar kehrte während der Sommerpause im Jahr 2025 zu Bahçeşehir Basketbol zurück.

### Nationalmannschaft
Akpınar nahm mit den Jugend-Auswahlmannschaften des Deutschen Basketball-Bundes an der U16-Europameisterschaft 2011, am Albert-Schweitzer-Turnier 2012, an der U18-Europameisterschaft 2012 und 2013 (B-Gruppe) sowie an den U20-Europameisterschaften in den Jahren 2014 und 2015 teil. Im Sommer 2017 wurde er erstmals in den Kader der deutschen A-Nationalmannschaft berufen und nahm im selben Jahr an der Europameisterschaft teil. Bei der Weltmeisterschaft 2019 erzielte er in fünf Turnierspielen im Schnitt 4,2 Punkte je Begegnung. Im Sommer 2021 kam er wegen einer COVID-19-Erkrankung, die bei ihm einen schweren Verlauf nahm, nicht zu Länderspielen und verpasste deshalb auch die Olympischen Sommerspiele in Tokio.

## Familie
Sein zwölf Jahre älterer Bruder Mutlu war ebenfalls Basketballspieler und spielte von 2000 bis 2018 in der höchsten türkischen Spielklasse Türkiye Basketbol Ligi.

## Erfolge und Auszeichnungen
- Bester deutscher Nachwuchsspieler (U22) der Basketball-Bundesliga: 2017
- All-Star Game MVP der Basketball-Bundesliga: 2019
- Türkischer Meister: 2022